# گاتا د گرگس

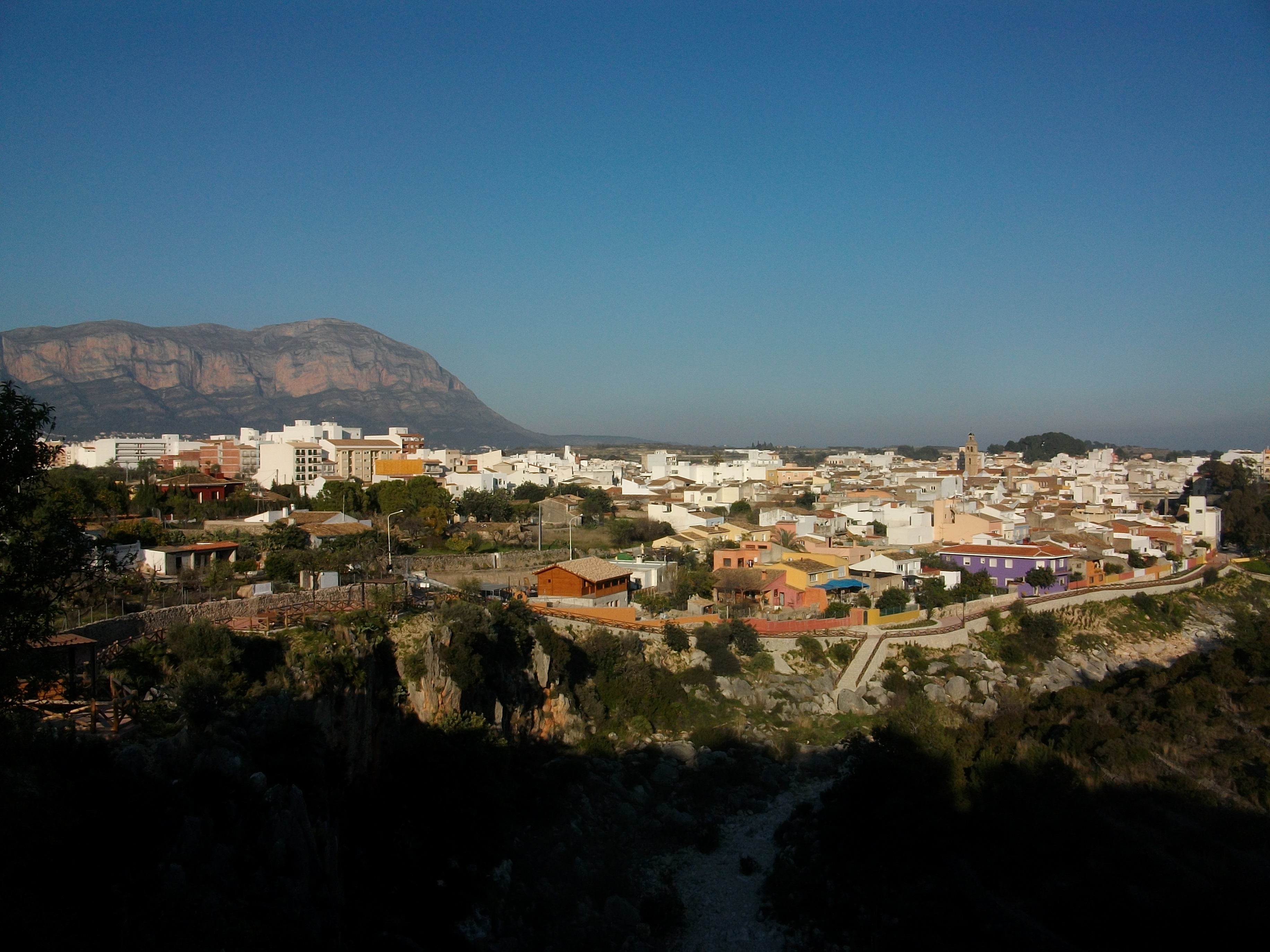
نمایی از دهستان گاتا دِ گُرگُس در استان آلیکانتهٔ اسپانیا - ۲۰۱۰

گاتا دِ گُرگُس (به اسپانیایی: Gata de Gorgos) دهستانی در استان آلیکانتهٔ اسپانیا است.
در این دهستان ۶٬۲۸۳ نفر زندگی می‌کنند. مساحت این دهستان ۲۰٫۴۱ کیلومتر مربع است.